# Förhandsavgörande
Ett förhandsavgörande är ett beslut av EU-domstolen som meddelas på begäran av en nationell domstol inom Europeiska unionen angående tolkningen av unionsrätten. Ett förhandsavgörande kan till exempel röra tolkningen av unionens fördrag eller giltigheten och tolkningen av rättsakter som antagits av unionens institutioner, organ eller byråer.
Förfarandet med förhandsavgöranden syftar till att säkerställa att unionsrätten tillämpas korrekt och tolkas enhetligt i alla medlemsstater och att inhemska rättspraxis inte utvecklas på ett sätt som strider mot unionsrätten. De nationella domstolarna kan, och i vissa fall måste, begära ett förhandsavgörande från EU-domstolen i mål där unionsrätten är tillämplig. Ett förhandsavgörande är en slutgiltig tolkning av unionsrätten och kan inte överklagas. Det är rättsligt bindande för den hänskjutande domstolen och alla andra nationella domstolar där en likalydande fråga uppkommer i ett mål.
Förhandsavgöranden har haft stor betydelse för utvecklandet av EU-domstolens rättspraxis, däribland principen om direkt effekt och företrädesprincipen. Förhandsavgöranden utgör en stor del av de mål som hanteras av EU-domstolen eftersom möjligheten att väcka direkt talan vid domstolen är starkt begränsad.

## Begäran om förhandsavgörande
Artikel 267 i fördraget om Europeiska unionens funktionssätt reglerar de nationella domstolarnas möjlighet och skyldighet att begära ett förhandsavgörande:
| ” | Europeiska unionens domstol ska vara behörig att meddela förhandsavgöranden angående a) tolkningen av fördragen, b) giltigheten och tolkningen av rättsakter som beslutas av unionens institutioner, organ eller byråer. När en sådan fråga uppkommer vid en domstol i en medlemsstat får den domstolen, om den anser att ett beslut i frågan är nödvändigt för att döma i saken, begära att domstolen meddelar ett förhandsavgörande. När en sådan fråga uppkommer i ett ärende vid en domstol i en medlemsstat, mot vars avgöranden det inte finns något rättsmedel enligt nationell lagstiftning, ska den nationella domstolen föra frågan vidare till domstolen. Om en sådan fråga uppkommer i ett ärende vid en domstol i en medlemsstat i fråga om en frihetsberövad person, ska domstolen meddela sitt avgörande så snart som möjligt. | „ |
| – Artikel 267 i fördraget om Europeiska unionens funktionssätt efter Lissabonfördragets ikraftträdande | |   |

En nationell domstol kan, och i vissa fall måste, begära ett förhandsavgörande från EU-domstolen om en fråga om tolkning av unionsrätten uppkommer i ett mål. Om det rör sig om en instans vars dom inte kan överklagas, är den nationella domstolen skyldig att inhämta ett förhandsavgörande om tolkning av unionsrätten krävs för att avgöra målet. En begäran är dock inte nödvändig om den nationella domstolen finner att den uppkomna frågan saknar relevans, om frågan redan har blivit föremål för en tolkning av EU-domstolen eller om den korrekta tolkningen av unionsrätten är så uppenbar att det inte finns utrymme för något rimligt tvivel. Det är den nationella domstolen som avgör behovet av att begära ett förhandsavgörande; parternas inställning saknar i princip betydelse. Även domstolar som upprättats gemensamt mellan flera medlemsstater, exempelvis Beneluxdomstolen, kan, och i vissa fall måste, begära ett förhandsavgörande på samma sätt som nationella domstolar. Möjligheten för domstolar att begära förhandsavgöranden kan inte begränsas genom nationell rätt.
För att ett hänskjutande organ ska anses utgöra en domstol krävs enligt EU-domstolens rättspraxis att ”organet är upprättat enligt lag ... det är av stadigvarande karaktär ... dess jurisdiktion är av tvingande art ... förfarandet är kontradiktoriskt ... organet tillämpar rättsregler samt ... det har en oberoende ställning”. Begreppet domstol kan således i detta sammanhang ha en vidare mening än i medlemsstaternas nationella lagstiftningar.
När en domstol har begärt ett förhandsavgörande förklaras förhandlingarna i regel vilande till dess att EU-domstolen har meddelat sitt beslut. En domstol kan dock fortsätta handlägga ett mål så länge det inte hindrar den från att följa EU-domstolens kommande beslut.

## Grunder för förhandsavgörande
Förhandsavgöranden kan begäras för alla delar av unionsrätten som EU-domstolen har behörighet att tolka, även de som saknar direkt effekt eller som utgörs av icke-bindande rättsakter. Utöver tolkningen av unionens fördrag eller giltigheten och tolkningen av rättsakter som antagits av unionens institutioner, organ eller byråer, kan ett förhandsavgörande även beröra tolkningen av internationella avtal som unionen är part i. I så fall är förhandsavgörandet endast bindande för unionen och dess medlemsstater, och inte för övriga avtalsparter. Däremot saknar EU-domstolen i regel möjlighet att tolka bestämmelser som inte utgör en del av unionsrätten, till exempel nationell rätt, även i de fall dessa är likalydande med unionsrättsliga bestämmelser.
Enligt EU-domstolens rättspraxis är domstolen i princip skyldig att meddela ett förhandsavgörande varje gång en nationell domstol begär tolkning av unionsrätten. En tolkningsfråga från en nationell domstol kan endast avvisas då det är uppenbart att den begärda tolkningen inte har något samband med de verkliga omständigheterna eller saken i det nationella målet, frågeställningen är hypotetisk, eller EU-domstolen inte har tillgång till sådana uppgifter om de faktiska eller rättsliga omständigheterna som är nödvändiga för att kunna ge ett användbart svar på de frågor som ställts till den. EU-domstolen kan däremot omformulera de frågor som den nationella domstolen har ställt, om detta anses nödvändigt för att ge ett användbart svar som gör det möjligt för den nationella domstolen att avgöra det mål som ska prövas.

## Meddelande av förhandsavgörande
Normalt meddelas förhandsavgöranden av den högsta rättsinstansen – domstolen – vid EU-domstolen. Sedan den 1 september 2024 kan dock den lägre rättsinstansen – tribunalen – meddela förhandsavgöranden i mål som uteslutande avser ett eller flera av följande specifika områden:
- det gemensamma systemet för mervärdesskatt,
- punktskatter,
- tullkodexen,
- tullklassificering av varor i den kombinerade nomenklaturen,
- kompensation och assistans till passagerare vid nekad ombordstigning eller försenade eller inställda transporttjänster, samt
- systemet för handel med utsläppsrätter för växthusgaser.

Domstolen är dock ensam behörig att pröva och avgöra begäran om förhandsavgörande som ger upphov till självständiga frågor om tolkningen av primärrätten, folkrätten, unionsrättens allmänna principer eller stadgan om de grundläggande rättigheterna.
Förhandsavgöranden av tribunalen kan i undantagsfall omprövas av domstolen på begäran av förste generaladvokat inom en månad från att avgörandet har meddelats.
Varje begäran om förhandsavgörande ges in till domstolen, som sedan avgör om begäran ska prövas av domstolen eller tribunalen.

## Rättsverkan
Ett förhandsavgörande fastställer EU-domstolens tolkning av unionsrätten och är rättsligt bindande för den hänskjutande domstolen och alla andra nationella domstolar där en likalydande fråga uppkommer i ett mål. Det är en slutgiltig tolkning av unionsrätten och kan inte överklagas. Det är dock upp till den hänskjutande domstolen att avgöra det nationella målet utifrån förhandsavgörandet, inklusive att besluta om rättegångskostnaderna.
I sitt förhandsavgörande kan EU-domstolen både tolka unionsrätten och pröva giltigheten av en rättsakt. Till exempel kan domstolen ogiltigförklara en rättsakt som strider mot överordnade rättsregler. Däremot kan EU-domstolen varken tolka eller ogiltigförklara rättsregler som inte utgör en del av unionsrätten. I motsats till en talan om fördragsbrott kan domstolen inte heller, genom ett förhandsavgörande, avgöra om en nationell bestämmelse strider mot unionsrätten. EU-domstolen kan dock, utifrån de frågor som ställts i en begäran om förhandsavgörande, uttala sig om huruvida unionsrätten utgör hinder för en viss typ av nationell lagstiftning. I enlighet med företrädesprincipen är de nationella domstolarna skyldiga att underlåta att tillämpa varje bestämmelse i den nationella lagstiftningen som de, utifrån EU-domstolens förhandsavgöranden, bedömer strider mot unionsrätten.

## Liknande system
Liknande möjligheter för domstolar att begära förhandsavgöranden från andra domstolar finns även i andra rättssystem:
- Domstolar i Belgien, Nederländerna och Luxemburg kan begära förhandsavgöranden av Beneluxdomstolen om tolkningen av vissa Benelux-konventioner och -förordningar.
- Domstolar i Island, Liechtenstein och Norge kan inhämta bindande yttranden från Efta-domstolen om tolkningen av EES-avtalet och tillhörande rättsakter.[26]